# Talal de Jordània
Talal de Jordània —àrab: طلال بن عبد الله, Ṭalāl ibn ʿAbd Allāh— (la Meca, 1909 - Istanbul, 1972) fou rei de Jordània entre 1951 i 1952, quan abdicà per raons de salut —els britànics afirmaven que patia esquizofrènia.

## Biografia
Talal va néixer a la Meca el 26 de febrer de 1909. Format militarment a la Reial Acadèmia Militar de Sandhurst del Regne Unit, on es graduà el 1939. Talal es coronà rei de Jordània quan assassinaren el seu pare, el rei Abdullah I, a Jerusalem. El seu fill Hussein, que acompanyava Abdullah, va estar a punt de morir també en el magnicidi.
Durant el seu breu regnat, Talal promogué la redacció d'una Constitució liberal per al Regne de Jordània, que permetés la formació d'un govern de caràcter representatiu amb ministres responsables de forma individual davant del Parlament. La Constitució fou ratificada l'1 de gener de 1952. També va treballar per millorar l'estat de les relacions que mantenien amb els veïns Egipte i Aràbia Saudita, que eren tenses.

## Núpcies i descendents
Casat el 1934 amb Zein al-Sharaf Talal (2 d'agost de 1916 – 26 d'abril de 1994) amb qui tingué sis fills:
- el príncep Hussein de Jordània (14 de novembre de 1935 – 7 de febrer de 1999), rei de Jordània.
- la princesa Asma, que morí poc després de néixer el 1937.
- el príncep Muhammad bin Talal (2 d'octubre de 1940 – 29 d'abril de 2021).
- el príncep El Hassan (20 de març de 1947).
- el príncep Muhsin, mort.
- la princesa Basma bint Talal (11 de maig de 1951).

## Mort
Va morir a Istanbul el 7 de juliol de 1972.

## Nota
1. ↑  «Schizophrenia».   Time Magazine, 18-08-1952. Arxivat de l'original el 2013-08-21. [Consulta: 17 agost 2010].